# Otto Schönherr (Journalist)
Otto Schönherr (* 7. März 1922 in Wien; † 23. Jänner 2015) war ein österreichischer Journalist.

## Leben
Otto Schönherr besuchte das Schottengymnasium in Wien und  war von 1947 bis 1954 Redakteur der Tageszeitung Die Presse in Wien, von 1954 bis 1959 Chefredakteur der Kleinen Zeitung in Graz und von 1959 bis 1987 Chefredakteur der Austria Presse Agentur. Er starb am 23. Jänner 2015 im Alter von 92 Jahren.

## Auszeichnungen
- Concordia-Preis für sein Lebenswerk[2]